# CIE de Barranco seco
El CIE de Barranco seco és un centre d'internament d'estrangers de Las Palmas de Gran Canaria amb capacitat per 132 homes i 36 dones.
L'octubre del 2015 el Ministeri de l'Interior va reconèixer l'incompliment de la llei i que aquest fet podria comportar el seu tancament. Era la resposta a una interlocutòria emesa per la jutge Victoria Rosell, titular del Jutjat d'Instrucció 8 de Las Palmas i jutge de control del CIE de Barranco Seco.
L'11 de juliol del 2016 l'Escola de Treball Social de Las Palmas va reclamar el tancament del centre pel seu "deteriorament". Van manifestar que hi havia un "incompliment sistemàtic" d'un reglament de funcionament dels CIE aprovat el març del 2014. En concret, van denunciar que els interns no tenien una correcta assistència sanitària ni assessorament jurídic i que les instal·lacions estaven obsoletes.
El 19 de desembre del 2016 la senadora María José López Santana va denunciar les "condicions indignes", va demanar informació sobre l'assistència jurídica, sanitària i psicològica dels interns i va denunciar que el complex no permetés l'entrada als polítics.